# Ligne G du bus express de Bordeaux
Pour des articles plus généraux, voir Transports Bordeaux Métropole et Bus express de Bordeaux.
La ligne G du bus express de Bordeaux, est une ligne de bus à haut niveau de service de 21 km reliant la Gare de Bordeaux-Saint-Jean à Saint-Aubin-Villepreux et à Saint-Médard-Issac dans le nord-ouest de Bordeaux Métropole.
Elle permet, depuis le 1er juin 2024, la liaison rapide entre Saint-Aubin-de-Médoc, Saint-Médard-en-Jalles, Le Haillan et Bordeaux en attendant une possible extension de la ligne D du tramway de Bordeaux vers Saint-Médard-en-Jalles.
Cette ligne est raccordée aux lignes      aux stations Palais de Justice,  Victoire et Gare Saint-Jean.
Bien qu'initialement prévue pour 2019, des riverains se sont opposés à sa création. En 2021, après qu'un nouvel arrêté DUP ait été signé par la métropole, les travaux réseaux ont démarré.
Il n'est pas prévu de vente de tickets à bord en direction et origine de St Aubin Villepreux.

Plan de la ligne.

## Histoire

### Chronologie
- 29 mai 2015 : délibération fixant l'ouverture de la concertation.
- 16 juin 2015 : première réunion publique.
- Mars 2016 : délibération du bilan de la concertation.
- 2e semestre 2016 : dépôt d’une demande de Déclaration d’utilité publique.
- 4e trimestre 2016 : enquête publique, réunion d'information des riverains Dépôt de la demande de déclaration d'utilité publique.
- 2017 : enquête sur l'utilité publique du projet menée par un commissaire indépendant nommé par le Préfet, démarrage des travaux si la DUP est obtenue.
- 31 octobre 2017 : suspension de la DUP à la suite d'une plainte de l'association « Bordeaux à cœur » (riverains).
- 19 juillet 2018 : annulation de la DUP, Bordeaux Métropole fait appel.
- 29 août 2019 : Confirmation de l'annulation de la déclaration d'utilité publique par la Cour Administrative d’Appel de Bordeaux. La métropole souhaite tout de même poursuivre le projet en présentant une nouvelle DUP[2].
- 1er avril 2021 : nouvel arrêté DUP signée par la métropole[3].
- 6 avril 2021 : démarrage des travaux réseaux des concessionnaires[1].
- 4e trimestre 2021 : démarrage des travaux d'infrastructures
- 1er juin 2024 : la ligne est inaugurée[4],[5].

## Tracé et stations

### Liste des stations
La ligne G utilise partiellement des sites propres dont la majorité sera situé en centre ville de Bordeaux, le reste du temps le véhicule est noyé dans le flot de la circulation. En 2024, la ligne mesure 21 km et le parcours compte 42 stations :
|  |   |   |   |  | Stations              | Lat/Long | Communes               | Correspondances      |  |
|  | - | - | - |  | --------------------- | -------- | ---------------------- | -------------------- |  |
|  |   |   | ■ |  | Issac                 |          | Saint-Médard-en-Jalles |                      |  |
|  |   |   | • |  | Malterre              |          | Saint-Médard-en-Jalles |                      |  |
|  |   |   | • |  | Village d'Issac       |          | Saint-Médard-en-Jalles |                      |  |
|  |   |   | • |  | Belfort               |          | Saint-Médard-en-Jalles |                      |  |
|  |   |   | • |  | Village de Cerillan   |          | Saint-Médard-en-Jalles |                      |  |
|  |   |   | • |  | Espace Aquatique      |          | Saint-Médard-en-Jalles | 71                   |  |
|  |   |   | • |  | Collège d'Hastignan   |          | Saint-Médard-en-Jalles |                      |  |
|  |   |   | • |  | Hastignan Bourg       |          | Saint-Médard-en-Jalles |                      |  |
|  |   |   | • |  | Victor Hugo           |          | Saint-Médard-en-Jalles |                      |  |
|  |   |   | • |  | Cimetière Balanguey   |          | Saint-Médard-en-Jalles |                      |  |
|  |   |   | • |  | Église de St-Médard   |          | Saint-Médard-en-Jalles |                      |  |
|  | ■ |   |   |  | Villepreux            |          | Saint-Aubin-de-Médoc   | 83 84                |  |
|  | • |   |   |  | Croix Vieille         |          | Saint-Aubin-de-Médoc   |                      |  |
|  | • |   |   |  | Église de St-Aubin    |          | Saint-Aubin-de-Médoc   |                      |  |
|  | • |   |   |  | Germignan             |          | Saint-Aubin-de-Médoc   |                      |  |
|  | • |   |   |  | Lycée Sud Médoc       |          | Saint-Aubin-de-Médoc   | Parc relais          |  |
|  | • |   |   |  | Euromédoc             |          | Saint-Aubin-de-Médoc   |                      |  |
|  | • |   |   |  | Les Escarrets         |          | Saint-Médard-en-Jalles |                      |  |
|  | • |   |   |  | Mairie de St-Médard   |          | Saint-Médard-en-Jalles |                      |  |
|  |   | • |   |  | République            |          | Saint-Médard-en-Jalles | 37 39 71 84          |  |
|  |   | • |   |  | Montaigne             |          | Saint-Médard-en-Jalles |                      |  |
|  |   | • |   |  | Bords de Jalles       |          | Saint-Médard-en-Jalles |                      |  |
|  |   | • |   |  | Château de Gajac      |          | Saint-Médard-en-Jalles |                      |  |
|  |   | • |   |  | Centre Cial St-Médard |          | Saint-Médard-en-Jalles |                      |  |
|  |   | • |   |  | Berlincan             |          | Le Haillan             |                      |  |
|  |   | • |   |  | Rue du Médoc          |          | Le Haillan             | 39                   |  |
|  |   | • |   |  | Mairie du Haillan     |          | Le Haillan             | 84                   |  |
|  |   | • |   |  | Collège E. Zola       |          | Le Haillan             | 71                   |  |
|  |   | • |   |  | Mermoz                |          | Le Haillan             | • 38 72              |  |
|  |   | • |   |  | Saint-Exupéry         |          | Eysines                |                      |  |
|  |   | • |   |  | Germaine Tillion      |          | Eysines                |                      |  |
|  |   | • |   |  | La Forêt              |          | Eysines / Mérignac     |                      |  |
|  |   | • |   |  | Le Grand Louis        |          | Eysines / Mérignac     | 2 35                 |  |
|  |   | • |   |  | Caillou               |          | Bordeaux               |                      |  |
|  |   | • |   |  | Cage Verte            |          | Bordeaux               |                      |  |
|  |   | • |   |  | Stade Stéhélin        |          | Bordeaux               | 73                   |  |
|  |   | • |   |  | Collège St-André      |          | Bordeaux               | 33                   |  |
|  |   | • |   |  | Caudéran Centre       |          | Bordeaux               |                      |  |
|  |   | • |   |  | Grand-Lebrun          |          | Bordeaux               | 2                    |  |
|  | • |   | ↑ |  | École Normale         |          | Bordeaux               |                      |  |
|  | ↓ |   | • |  | Parc Bordelais        |          | Bordeaux               |                      |  |
|  |   | • |   |  | Barrière Saint-Médard |          | Bordeaux               | 9 70                 |  |
|  |   | • |   |  | Croix Blanche         |          | Bordeaux               |                      |  |
|  |   | • |   |  | Lycée Camille Jullian |          | Bordeaux               | 82                   |  |
|  |   | • |   |  | Saint-Seurin          |          | Bordeaux               | 2                    |  |
|  |   | • |   |  | Gambetta - Mériadeck  |          | Bordeaux               | 1 16 70              |  |
|  |   | • |   |  | Palais de Justice     |          | Bordeaux               | • 4 5 15 16 23 55 80 |  |
|  |   | • |   |  | Bourse du Travail     |          | Bordeaux               |                      |  |
|  |   | • |   |  | Victoire              |          | Bordeaux               | • 5 20               |  |
|  |   | • |   |  | Capucins              |          | Bordeaux               | 15                   |  |
|  |   | • |   |  | Lycée Gustave Eiffel  |          | Bordeaux               |                      |  |
|  |   | • |   |  | Gare Saint-Jean       |          | Bordeaux               | • 9 20 31 35         |  |
|  |   | ■ |   |  | MÉCA                  |          | Bordeaux               |                      |  |